# 1949 год в литературе

## События
- Во Франции учреждена литературная премия Фенеона.

- В Германии учреждена Премия мира немецких книготорговцев — международная награда деятелям литературы, науки и искусства за вклад в развитие мира и взаимопонимания между народами.

## Премии

### Международные
- Нобелевская премия по литературе — Уильям Фолкнер, «За его значительный и с художественной точки зрения уникальный вклад в развитие современного американского романа».

### СССР
- Сталинская премия:
  - Художественная проза:
    - Первая степень: Василий Ажаев (роман «Далеко от Москвы»), Мухтар Ауэзов (роман «Абай»), Константин Федин (романы «Первые радости» и «Необыкновенное лето»), Семён Бабаевский (роман «Кавалер Золотой Звезды»).
    - Вторая степень: Тихон Сёмушкин (роман «Алитет уходит в горы»), Вилис Лацис (роман «Буря»), Борис Полевой (сборник рассказов «Мы — советские люди»), Аркадий Первенцев (роман «Честь смолоду»), Владимир Попов (роман «Сталь и шлак»), Елизар Мальцев (роман «От всего сердца»), Олесь Гончар (роман «Злата Прага»).
    - Третья степень: Георгий Гулиа (повесть «Весна в Сакене»), Юрий Лаптев (повесть «Заря»), Виссарион Саянов (роман «Небо и земля»), Анна Саксе (роман «В гору»), Иван Рябокляч (повесть «Золототысячник»), Тугельбай Сыдыкбеков (роман «Люди наших дней»), Ганс Леберехт (повесть «Свет в Коорди»), Владимир Добровольский (повесть «Трое в серых шинелях»), Юрий Яновский («Киевские рассказы»), Вадим Сафонов (книга «Земля в цвету»), Фёдор Панфёров (роман «В стране поверженных»).

  - Поэзия:
    - Первая степень: Михаил Исаковский (сборник «Стихи и песни»), Константин Симонов (сборник «Друзья и враги»), Николай Тихонов («Грузинская весна»).
    - Вторая степень: Степан Щипачёв (сборник «Стихотворения»), Николай Грибачёв (поэма «Весна в „Победе“»), Михаил Луконин (поэма «Рабочий день»), Микола Бажан (сборник «Английские впечатления»), Аркадий Кулешов (поэма «Новое русло»), Якуб Колас (поэма «Хата рыбака»), Мамед Рагим (поэма «Над Ленинградом»), Самуил Маршак (перевод сонетов В. Шекспира).

  - Драматургия:
    - Первая степень: Анатолий Софронов (пьеса «Московский характер»), Николай Вирта (пьеса «Заговор обречённых»).
    - Вторая степень: Александр Корнейчук (пьеса «Макар Дубрава»), Анатолий Суров (пьеса «Зелёная улица»), Сандро Шаншиашвили (пьесы «Арсен», «Герои Крцаниси», «Имеретинские ночи»), Валентина Любимова (пьеса «Снежок»).

### США
- Пулитцеровская премия:
  - в категории художественное произведение, написанное американским писателем— Джеймс Гоулд Коззенс, «Почётный караул»
  - в категории драматического произведения для театра — Артур Миллер, «Смерть коммивояжёра»
  - в категории поэзия— Питер Вирек, сборник «Террор и Декорум»

### Франция
- Гонкуровская премия — Робер Мерль, «Уик-энд на берегу океана».
- Премия Ренодо — Луи Гиллу, Le Jeu de patience.
- Премия Фемина — Мария ле Ардуин, La Dame de cœur.

## Книги
- «Пляшущий демон. Танец и слово» — произведение Алексея Ремизова.
- «Учитель музыки» — произведение Алексея Ремизова.

### Романы
- «1984» — роман Джорджа Оруэлла.
- «Возвращение Будды» — роман Гайто Газданова.
- «Второе признание» — роман Рекса Стаута.
- «Дневник вора» — автобиографический роман Жана Жене.
- «Красная планета» — научно-фантастический роман Роберта Хайнлайна.
- «Лики людские» — роман индийского писателя Яшпала.
- «Патент АВ» — роман Лазаря Лагина.
- «Под покровом небес» — роман Пола Боулза.
- «Спокойствие» — роман Ахмеда Хамди Танпынара.
- «Шейн» — роман Джека Шефера.

### Повести
- «Улица младшего сына» — повесть Льва Кассиля.
- «Ход конём» — повесть Уильяма Фолкнера.

### Малая проза
- «Дерево ночи и другие рассказы» — сборник рассказов Трумана Капоте.
- «Фермер Джайлс из Хэма» — сказка Дж. Р. Р. Толкина.

### Пьесы
- «Бургомистр Анна» — пьеса Фридриха Вольфа.
- «В ожидании Годо» — пьеса Сэмюэля Беккета.
- «За вторым фронтом» — пьеса Вадима Собко.
- «Портрет Мадмуазель Таржи» — пьеса Ивана Елагина.

### Поэзия
- «Строитель» — сборник стихов Сергея Поделкова.

## Родились
- 26 марта — Патрик Зюскинд, немецкий писатель и киносценарист.
- 5 апреля — А Чэн, китайский писатель, публицист и сценарист.
- 25 мая — Пьер Бергунью, французский писатель, литературный критик и скульптор.
- 19 июня — Андерс Олссон, шведский писатель, поэт, литературный критик, историк литературы.
- 28 ноября — Ванда Юкнайте, литовская писательница.

## Умерли
- 1 февраля  – Николае Думитру Коча, румынский писатель.
- 6 мая — Метерлинк, Морис, выдающийся бельгийский поэт, драматург и философ (родился в 1862).
- 23 мая — Иосиф Лайхтер, чешский писатель (родился в 1864).
- 24 октября — Ярослав Галан, украинский драматург, переводчик и публицист (убийство, родился в 1902)
- 8 ноября — Пётр Голота, украинский советский писатель, поэт, публицист (родился в 1902).
- 26 декабря — Эберхард Кёниг, немецкий писатель, драматург (родился в 1871).